# Religiões indianas

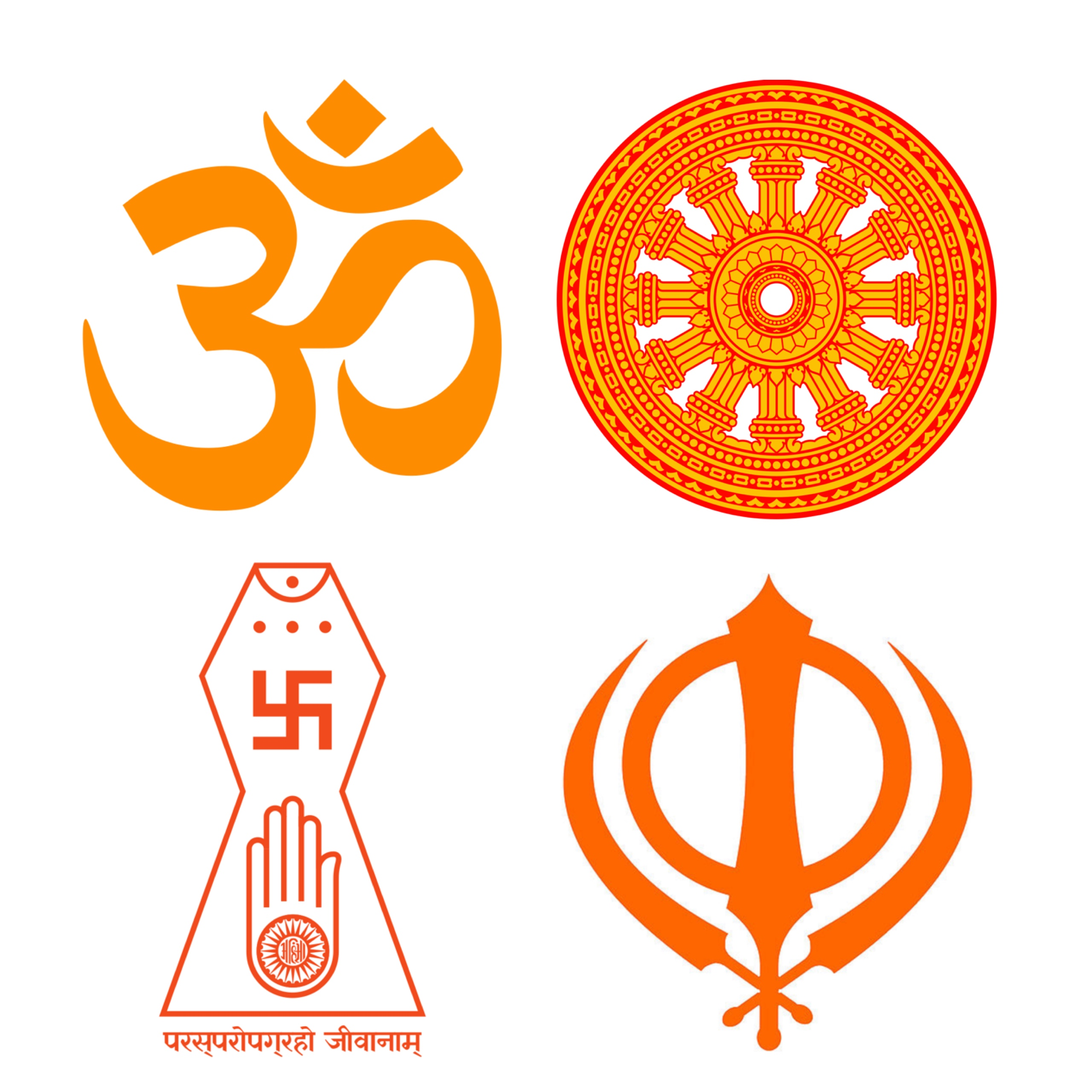
Símbolos das maiores religiões indianas

As religiões indianas, às vezes também denominadas religiões dármicas ou religiões índicas, são as religiões que se originaram no subcontinente indiano. Essas religiões, que incluem hinduísmo, jainismo, budismo e siquismo, também são classificadas como religiões orientais. Embora as religiões indianas estejam conectadas ao longo da história da Índia, elas constituem uma ampla gama de comunidades religiosas e não estão confinadas ao subcontinente indiano.
| Religião     | População   |
| ------------ | ----------- |
| Hinduísmo () | 1,2 bilhão  |
| Budismo ()   | 520 milhões |
| Siquismo ()  | 30 milhões  |
| Jainismo ()  | 6 milhões   |
| Outros       | 4 milhões   |
| Total        | 1,76 bilhão |

Evidências que atestam a religião pré-histórica no subcontinente indiano derivam de pinturas rupestres mesolíticas espalhadas. O povo harapano da civilização do Vale do Indo, que durou de 3300 a.C. a 1300 a.C. (auge entre 2600–1900 a.C.), teve uma cultura urbanizada primitiva que antecede a religião védica.
A história documentada das religiões indianas começa com a religião védica histórica, as práticas religiosas dos primeiros indo-iranianos, que foram coletadas e posteriormente redigidas nos Vedas, bem como nos Ágamas de origem dravídica. O período de composição, redação e comentários desses textos é conhecido como período védico, que durou aproximadamente de 1750 a.C. a 500 a.C. As porções filosóficas dos Vedas foram resumidas nos Upanixades, que são comumente referidos como Vedānta, interpretados de várias maneiras como os "últimos capítulos, partes do Veda" ou "o objeto, o propósito mais elevado do Veda. Os primeiros Upanixades são todos anteriores à Era Comum, cinco dos onze principais Upanixades foram compostos com toda a probabilidade antes do século VI a.C., e contêm as primeiras menções de Yga e Moksha.
O período xrâmana entre 800 a.C. e 200 a.C. marca um "ponto de virada entre o hinduísmo védico e o hinduísmo purânico". O movimento xrâmana, um antigo movimento religioso indiano paralelo, mas separado da tradição védica, muitas vezes desafiou muitos dos conceitos védicos e dos Upanixades de alma (Atman) e a realidade última (Brahman). No século VI a.C., o movimento xrâmana amadureceu no jainismo e no budismo e foi responsável pelo cisma das religiões indianas em dois principais ramos filosóficos de ástika, que venera Veda (por exemplo, seis escolas ortodoxas do hinduísmo) e nástika (por exemplo, budismo, jainismo, charvaka, etc.). No entanto, ambos os ramos compartilham os conceitos relacionados de Yoga, saṃsāra (o ciclo de nascimento e morte) e moksha (liberação desse ciclo).
O Período Purânico (200 a.C. – 500 d.C.) e o período medieval inicial (500–1100 d.C.) deram origem a novas configurações do hinduísmo, especialmente bhakti e xivaísmo, shaktismo, vixenuísmo, smarta e grupos menores, como o conservador Shrauta.
O início do período islâmico (1100-1500 d.C.) também deu origem a novos movimentos. O siquismo foi fundado no século XV sobre os ensinamentos do Guru Nanak e dos nove gurus siques sucessivos no norte da Índia.  A grande maioria de seus adeptos é originária da região de Panjabe. Durante o período do domínio britânico na Índia, surgiu uma reinterpretação e síntese do hinduísmo, que ajudou o movimento de independência da Índia.